# No Prejudice
No Prejudice (isländska: Enga fordóma, svenska: Inga fördomar) var Islands bidrag i Eurovision Song Contest 2014 i Köpenhamn, Danmark. Låten framfördes av gruppen Pollapönk och slutade på en 15:e plats.